# Élections générales portoricaines de 1948
Les élections générales ont eu lieu à Porto Rico le 2 novembre 1948. Il s'agit des premières élections générales dans l'île pour élire le gouverneur du Commonwealth. Luis Muñoz Marín, fondateur du Parti populaire démocrate, est élu premier gouverneur de l'île. Le taux de participation était de 60,2%.

## Résultats

### Gouverneur du Commonwealth
| Candidat                      | Parti                             | Votes   | %     |
| ----------------------------- | --------------------------------- | ------- | ----- |
| Luis Muñoz Marín              | Parti populaire démocrate         | 392 386 | 61,20 |
| Martin Travieso               | Parti socialiste                  | 182 977 | 28,60 |
| Gilberto Concepción de Gracia | Parti indépendantiste portoricain | 65 351  | 10,20 |